# Президентские выборы в Румынии (2019)
Президентские выборы в Румынии проходили в два тура 10 ноября и 24 ноября 2019 года. В бюллетень были внесены 14 кандидатов.
По результатам первого тура больше всего голосов набрали действующий глава Румынии Йоханнис (39 % Голосов избирателей) и бывшая глава правительства Виорика Дэнчилэ, за которую отдали голоса 22 % избирателей.
По предварительным данным Центрального избирательного органа Румынии во втором туре Йоханниса поддержали 63,12 % голосов, а Дэнчилэ — 36,18 %. К избирательным урнам пришли более 10 млн граждан или более 50 % от общего количества зарегистрированных избирателей в Румынии и за её пределами.

## Особенности выборов
Йоханнис победил на последних президентских выборах в 2014 году и принёс присягу 21 декабря 2014. В соответствии со статьёй 83 Конституции Румынии, «срок полномочий президента Румынии составляет пять лет, который отсчитывается со дня принесения присяги», но только два срока. В июне 2018 действующий президент Йоханнис публично заявил о намерении баллотироваться на второй срок на пост президента страны. Румынское правительство определило избирательный календарь этих президентских выборов.